# راكناروك

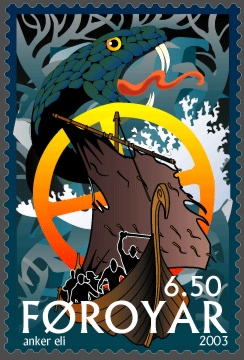
طابع بريدي في تصوير أحد مراحل راجناروك

راغناروك (Ragnarök) في الأساطير الإسكندنافية، هي عبارة عن سلسلة من الأحداث الوشيكة متوقعة الحدوث، تشتمل على معركة ضخمة ستهلك فيها شخصيات أسطورية إسكندنافية عظيمة (بمن فيهم الآلهة: أودين، ثور، تير، فرير، هايمدال، ولوكي)؛ وسيستلزم ذلك حدوث سلسلة مأساوية من الكوارث الطبيعية، تبدأ باحتراق العالم وتبلغ أوجها بانغماره تحت الماء. بعد هذه الأحداث، سينهض العالم من جديد، مُطهّرًا وخصبًا، وستلتقي الآلهة الناجية العائدة، وسيعيد اثنان من البشر الناجين إعمار العالم، هما ليف وليفراسير. تُعد راغناروك حدثًا مهمًا في الميثولوجيا الإسكندنافية ولطالما كانت موضوعًا للخطاب العلمي والنظرية في تاريخ الدراسات الجرمانية.
أُثبت هذا الحدث بشكلٍ أساس في أشعار الإيدا التي جُمّعت في القرن الثالث عشر من مصادر تقليدية سابقة، وفي نثر الإيدا الذي كتبه سنوري سترلسون في القرن الثالث عشر. في نثر الإيدا وفي قصيدةٍ واحدة من أشعار الإيدا، أشير إلى الحدث باسم راغناروك (التي تعني «فجر الآلهة» في الإسكندنافية القديمة)، وشاع هذا الاستخدام بواسطة ملحن القرن التاسع عشر، ريخارد فاغنر، من خلال الأوبرا التي ألفها بعنوان دير رينغ ديس نيبيلونغين (1876)، وهي تعني «فجر الآلهة» باللغة الألمانية.

## أصل الكلمة
تمتلك الكلمة المركبة النوردية القديمة راغناروك تاريخًا طويلًا من التفسير. مكوّنها الأول واضح: راغنا، الجمع المضاف لكلمة رايين «القوى الحاكمة، الآلهة». المكوّن الثاني أكثر إشكالية، إذ يظهر في متغيرين اثنين هما: روك وروكار. تعامل فقيه اللغة، جير زويغا، في كتابته في أوائل القرن العشرين، مع الشكلين كمركبين منفصلين، إذ أشار إلى راغناروك على أنها «هلاك أو دمار الآلهة» وراغناروكار على أنها «فجر الآلهة». يمتلك اسم الجمع روك معانٍ عدة، بما في ذلك «التطور» و«الأصل» و«السبب» و«العلاقة» و«القدر». عادةً ما تُفسّر كلمة راغناروك ككل، على أنها «المصير النهائي للآلهة».
عُثر على صيغة المفرد راغناروك في مقطعٍ من قصيدة إيدا الشعرية لوكاسينا، وفي نثر إيدا. يعني الاسم روك «الفجر»، ما يشير إلى ترجمة «فجر الآلهة». عُدّت هذه القراءة، على نطاق واسع، نتيجةً لأصل الكلمة الشعبي، أو إعادة تفسير مكتسبة للمصطلح الأصلي. 
تشمل المصطلحات الأخرى التي استُخدمت للإشارة إلى الأحداث المحيطة بـالراغناروك في شعر إيدا، على آلدار روك (آلدار تعني عمر، «نهاية العمر») وفي مقاطع أخرى تحمل معنى («عندما تموت الآلهة») و(«عندما تُدمّر الآلهة») و(«تلاشي العمر») و(«نهاية الآلهة»)، أما في نثر إيدا فوردت المصطلحات بمعنى («عندما يدخل أبناء موسبلهايم الحرب») وذلك في الفصل 18 و36 من خداع غيفلي.

## مقدمات راكنورك
أهم الأحداث التي تعلن عن قرب قدوم راكناروك هي
- ولادة كل من الذئب فنرير والأفعى جورمنكاند والعملاقة هيل (أبناء لوكي والعملاقة أنكربودا). ولعلم الآلهة بالدور الذي سيلعبونه بالمعركة النهائية، حاولت الآلهة تقيدهم والسيطرة عليهم من خلال تقيد فنرير بسلاسل ورمي جورمنكاند بالمحيط الذي يحيط مدكارد ونفي هيل إلى عالم الجليد.
- موت بالدر وتقييد لوكي.
- دخول العوالم التسعة في 3 فصول شتاء متعاقبة من دون أن يتخللهم أي صيف.

## العلامات الأولية
بعد قدوم الشتاء العظيم، يستطيع الذئبان سكول وهاتي من ابتلاع الشمس والقمر، تختفي النجوم بعدها من السماء مما يجعل العوالم في ظلام دائم. ستهتز العوالم مما يساعد لوكي وابنه فنرير من التحرر من أسرهما والاستعداد للمعركة النهائية. بعدها سيقوم العملاق إيكثر بالعزف على قيثارته معلنا استعداد العمالقة للذهاب إلى ساحة المعركة فيكريد. من الشرق ستتجه العمالقة بقيادة هيرم إلى ساحة القتال ومن الشمال ستأتي السفينة ناكلفار المصنوعة من أظافر الموتى محمولة بواسطة الأمواج والطوفان والذي تسبب بحدوثهما جورمنكاند. ومن الجنوب ستأتي حشود عمالقة النار بقيادة سورت. وستحمل ناكلفار كل من لوكي وسورت وجيوشهما إلى ساحة المعركة. وتنضم هيل ابنة لوكي للمعركة ومعها كلب الجحيم كارم وجميع من سكن مملكتها من الأموات من تحت الأرض وستأمر التنين نيدهوك بالتهام جذور الشجرة إغدراسيل مما سيهز جميع العوالم في الشجرة.
وفي هذه الأثناء سيقوم هيمدال بتحذير الآلهة من خلال النفخ في البوق كيلار والذي سيسمع صوته في العوالم التسعة مما يحذر جميع ساكنيها، سيتجه بعدها أودين إلى ميمير طالبا منه النصيحة والاستشارة قبل الاستعداد والذهاب للمعركة.

## المعركة النهائية

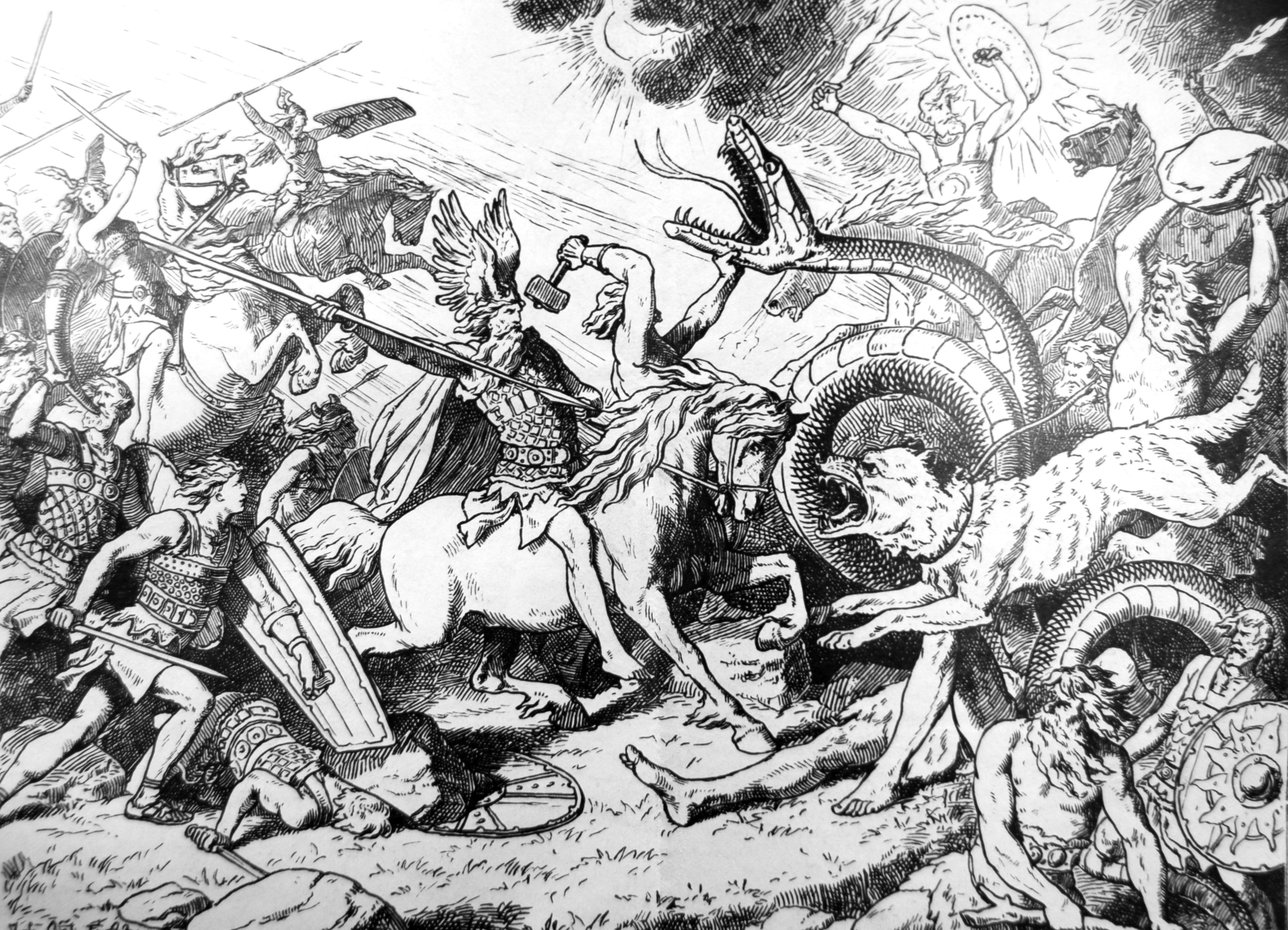
رسمة تخيلية للمعركة

سيلتحم أودين مع فنرير، وثور مع عدوه الأزلي جورمنكاند ولوكي مع هايمدال وتير مع كارم وفري مع سورت واختار البقية من الآلهة مقاتلة أحد أعدائه من العمالقة. يقوم فنرير بقتل أودين والتهامه مما يجعل فيدار بن أودين ينتقم لأبيه بتمزيق فك الذئب فنرير وقتله، وسيموت فري بعد قتال مرير مع سورت وسيترك كل من تير وكارم جرحا بليغا في الآخر مما سيتسبب بموت كلاهما، لوكي وهايمدال سيقتل كل منهما الآخر في معركة متكافئة، وفي معركة ضارية بين ثور وجورمنكاند سيتمكن ثور من قتل جورمنكاند بمطرقته ميولنير ولكنه لن يبتعد أكثر من 9 خطوات ويسقط ميتا بفعل سم جورمنكاند. وأثناء المعركة سيأخذ سورت سيفه الناري سيف الانتقام ويشعل النار في العوالم التسعة ويقتل الجميع بما فيهم نفسه. ستتهدم العوالم وتحترق الشجرة وستغرق الأرض في المحيط.

## ما بعد المعركة
حسب الميثولوجيا النوردية أنه وبعد مرور فترة من الزمن تنبثق الأرض من جديد من قاع المحيط بعد أن تم تطهيرها من الشرور. تظهر ابنة الشمس لتحل مكان والدتها. وينجوا من تلك الملحمة رجل وامرأة؛ ليفثراسير وليف باختبائهم في غابة ميمير ومن ذريتهم سيتم تعمير الأرض من جديد. ويظهر كل من فيدار وفالي أبناء أودين ويلتقيان مع أبناء ثور مودي وماكني ومعهم مطرقة أبيهم. ويلحق بهم هود وبالدر (كلاهما مات قبل أحداث راكناروك)، تنتقل الآلهة بعدها لمكان اسمه كيملي، لم يتم تدميره بنيران سورت ويعيشون هناك بسلام، والشجرة إغدراسيل ستتمكن من النجاة من هذا الحدث الرهيب وتصبح بعدها مصدرا لحياة جديدة.